# 緑川のりこ
緑川 のりこ（みどりかわ のりこ、1981年3月10日 - ）は、日本の元グラビアアイドル。アバンギャルドに所属していた。

## プロフィール
- 身長：165cm
- サイズ：B88cm（Gカップ）、W58cm、H83cm
- 足のサイズ：23.5cm
- 血液型：O型
- 出身地：福島県
- 趣味：散歩、ショッピング、テニス、水泳
- 特技：料理、笑顔
- 好きな食べ物：さくらんぼ

## 主な活動

### テレビ
- 特命リサーチ200X-II（日本テレビ）
- イケイケチキンハート（TBS）
- 寝ちゃダメ!Fガールズ（SDD）
- テレビ王（テレビ朝日）
- 週刊デジタルマガジン（BSフジ）
- ALL Japanリクエストアワード（日本テレビ）
- Club☆T（日本テレビ）
- メントレG（フジテレビ）
- 壮絶バトル花の芸能界（日本テレビ）
- グラビアの美少女（MONDO21）

### CM
- JRA

### 写真集
- LEOPARD（2002年5月、アクアハウス、ISBN 978-4860460426） - 小塚毅之撮影
- ウラノリコ（2002年10月、ぶんか社、ISBN 978-4821124534） - 小塚毅之撮影

### DVD
- Final Beauty（2001年11月25日、ハピネット）
- PURE VENUS 緑川のりこ（2002年4月25日、パイオニアLDC）
- The Change!（2002年9月20日、日本メディアサプライ）
- WILD & BEAUTY（2003年5月22日、ハピネット） - 小倉優子、桜木睦子が特別出演
- Open Heart（2003年6月20日、ラインコミュニケーションズ）
- プライベートデート（2004年5月25日、パンド）

#### コンピレーション
- 彼女たちの想い（2003年6月25日） - 桜木睦子、古谷沙織、石井あやとのコンピレーション
- アバンギャルド DVD Making Selection （2003年6月25日、さくら堂） - 小倉優子、桜木睦子、石井あや、古谷沙織、佐藤ゆりなとのコンピレーション

| スタブアイコン | サブスタブ | この項目は、まだ閲覧者の調べものの参照としては役立たない、アイドル（グラビアアイドル・ライブアイドル・ネットアイドル・レースクイーン・コスプレイヤーなどを含む）に関連した書きかけの項目です。この項目を加筆・訂正などしてくださる協力者を求めています（P:アイドル/PJ:芸能人）。 |